# Маркіна Зіновія Семенівна
Маркіна Зіновія Семенівна (1906—1993) — радянський, російський сценарист, актриса. Лауреат Державної премії СРСР (1941). Нагороджена медалями.
Народ. 14 листопада 1906 р. у м. Колпіно Ленінградської обл. (Росія). Закінчила сценарний факультет Державного інституту кінематографії (1931). Автор сценаріїв ряду фільмів («Комсомольськ» (1938, у співавт.), «Дурсун» (1940, у співавт.), «Звільнена земля» (1946, у співавт.) тощо). Працювала з режисерами Михайлом Вітухновським, Сергієм Герасимовим та ін.
Автор сценарію української стрічки «Шарф коханої» (1955, у співавт. Є. Івановим-Барковим).
Член Спілки письменників і Спілки кінематографістів СРСР. Померла 1993 р.